# آرام‌اس مولدووا
آرام‌اس مولدووا (به انگلیسی: RMS Moldavia) یک زیردریایی بود که طول آن ۵۲۰ فوت (۱۶۰ متر) بود. این زیردریایی در سال ۱۹۰۳ ساخته شد.